# ケガニ
ケガニ（毛蟹、Erimacrus isenbeckii）は、クリガニ科に分類されるカニの1種。北西太平洋の沿岸域に広く分布する大型のカニで、食用に漁獲される。別名はオオクリガニ（大栗蟹）。

## 特徴
最大で甲長120mmに達し、オスの方が大型になる。全体的にずんぐりした印象で、体は全身が淡赤褐色で、体を覆う殻はあまり硬くはないが、短い剛毛が密生し、和名はこれに由来する。甲羅はわずかに縦長の円形で、鋸の歯のような棘が両眼の間に4つ、甲羅の側面に7つある。歩脚は太く、甲羅と同様に短い毛と棘が密生する。鋏脚は歩脚よりさらに短く、太さも棘も歩脚と同じくらいである。

### 分布
日本海沿岸、茨城県以北の太平洋岸からアラスカ沿岸まで、太平洋北西部とその縁海に広く分布し、水深30-200mほどの砂泥底に生息する。

### 生態
オスの脱皮周期は1年、メスの脱皮周期は2年または3年である。食性は肉食性で、多毛類、貝類、他の甲殻類、小魚などのベントスを捕食する。一方、天敵はオオカミウオやミズダコなどである。
第9齢期以降に生理的な成熟を迎え、メスは交尾後に3万粒から6万粒を産卵（受精）し、産んだ卵は他のカニと同様に腹肢に抱えて保護する。交尾後は、交尾栓が形成される。受精から孵出（放出）するまで1年程度かかり、13ヶ月から16ヶ月おきに産卵する。北海道では3月から4月に孵出（放出）された幼生は、他のカニと同様にゾエア期に放出されメガロパ期を経て3ヶ月程度で第1齢期に達し着底する。なお、多くの齢期での繁殖期は春であるが、脱皮周期の関係で冬に繁殖を始めるものも少数存在する。交尾や孵出時期は生息域の海水温により変動するが、データは少なく解明は進んでいない。
メスは産卵後しか脱皮できないため、オスより成長が遅れる。繁殖力も低く、乱獲されるとなかなか漁獲量が回復しない。

## 日本での利用

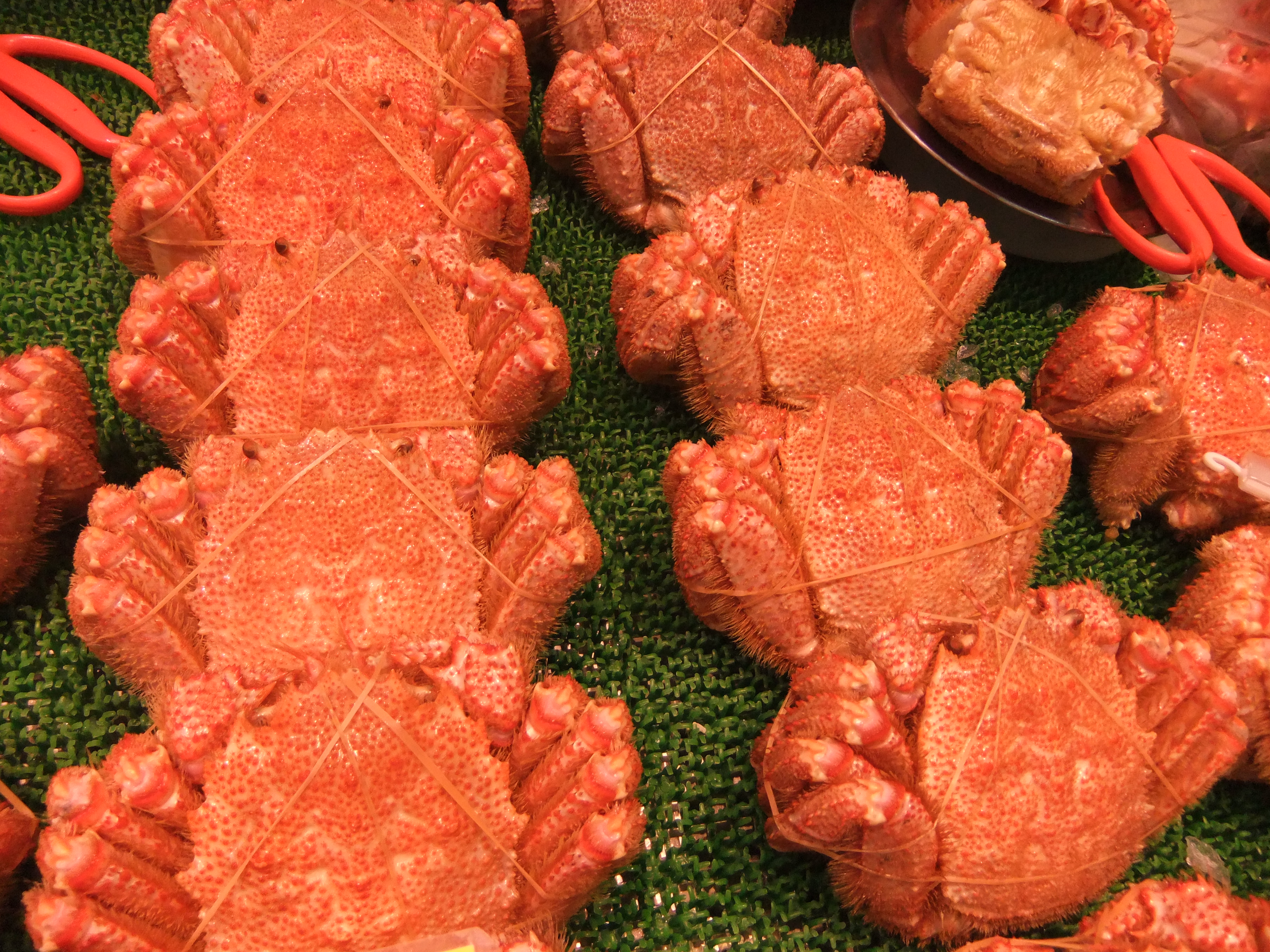
茹でられ市場に並ぶケガニ（釧路和商市場）

日本では、1913年頃には食用とされず肥料として利用していたが、1934年頃から食用の缶詰として利用されるようになった。

### 漁獲
漁期及び漁法は資源保護の観点から制限されているが、自治体や漁協の自主規制により漁獲可能な時期と漁法、漁獲量は異なる。北海道では、カニ篭漁で漁獲され甲長8cm以上のオスのみの漁獲が許可される。メスは漁獲されない。甲羅の柔らかいもの（軟甲ガニ）は捕獲せず放流する。
近年では、抱卵しているメスを捕獲し、孵出した幼生を稚ガニまで育成した放流も行われている。ハナサキガニなどと同様に、漁獲対象となるのは甲長8cmを超えるオスだけであるため、雄雌比に著しい偏りが生じている。結果、安定した繁殖に影響を与えていると考えられる。
漁期は、北海道全体を見渡した場合、ほぼ通年。ただし漁獲場所は異なり、春はオホーツク海、夏は噴火湾、秋は釧路および根室沿岸、冬は十勝沿岸となる。漁獲量は、宗谷管内の枝幸郡枝幸町が日本一となっている。

### 食用
分布域ではズワイガニやタラバガニなどと並ぶ重要な漁業資源で、おもに籠漁で漁獲される。
塩茹でや焼き物、缶詰などに加工され、身をほぐして色々な料理に使われる。ズワイガニやタラバガニに比べると体が小さく可食部も少ないぶん、食味に大変優れ身に甘みがあり、カニミソの量が多い。北海道や東北北部（岩手県など）を代表する食材となっている。

## 類似種

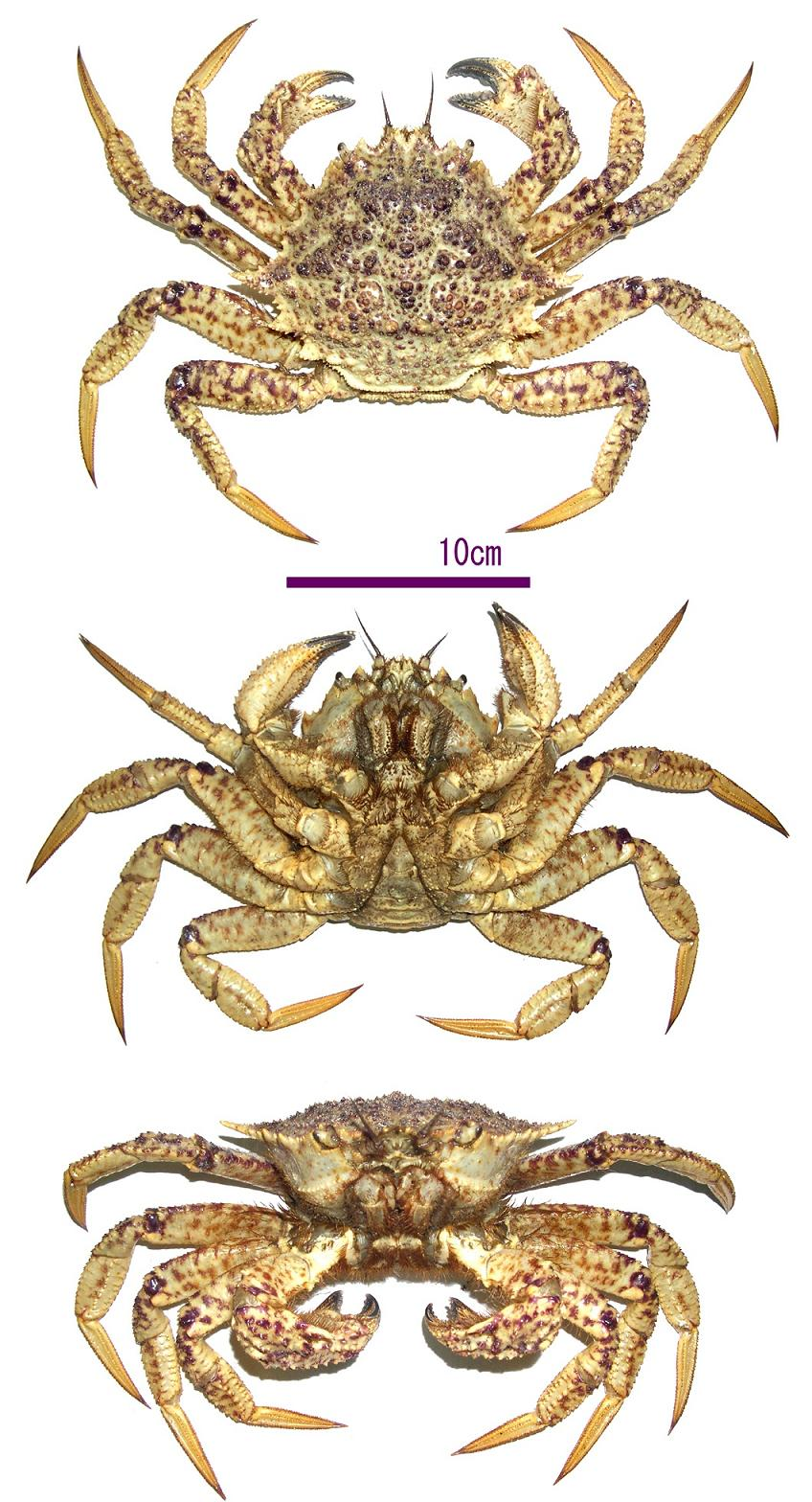
クリガニ（雄）
額角の形状には変異がある

クリガニ Telmessus cheiragonus (Tilesius, 1812)
ケガニに似るが、甲の両側が横に尖り、甲の形が五角形に近い。額角は台形で小さな歯状突起が4個あるが、4個の歯の大きさはほぼ同じなのが次種トゲクリガニとの区別点の一つともされる。しかし実際には変異もあるため、むしろ産地から判断する方がわかり易い。朝鮮半島東岸、北海道東部からカリフォルニア州沿岸まで分布し、ケガニよりも浅い海域に生息する。外見も大きさもケガニに似て、利用法もケガニに準ずる。ただし、ケガニと異なりメスも食用にされる。
味はケガニよりやや落ちるものの、重要な食用種になる場合もある。尚、ケガニよりも生息水深が浅い為に、海に餌を入れた篭を投げ入れて、それに吊られた個体を獲る漁獲法がある。
トゲクリガニ Telmessus acutidens (Stimpson, 1858)
額角の4本歯のうち両側の2つが大きく、中央の2つが小さいが、クリガニにも同様の形態のものが少なくない。ただし本種の分布域は北海道西岸から津軽海峡を経て東京湾までで、ほとんどクリガニと重複していないため、多くの場合は産地で判断できる。ケガニ、クリガニと同様に利用される。
味はクリガニと同程度。
貝毒発生水域で捕獲される個体は、筋肉には蓄積しないが肝膵臓部（カニミソ部）に有毒成分を蓄積することがある。これは、動物質の餌を多く摂食していることによる。この報告により厚生労働省は2004年4月に「トゲクリガニなどの二枚貝等を捕食する生物について、肝膵臓部あるいは可食部で毒成分が4.0 MU/gを超えるものを食品衛生法違反とする」ことを決定している。但し、2004年まで麻痺性貝毒により毒化したカニによる健康被害は報告されていない。